# المحجر (خنفر)

تعديل مصدري - تعديل

المحجر هي إحدى قرى عزلة جعار بمديرية خنفر التابعة لمحافظة أبين، بلغ تعداد سكانها 293 نسمة حسب تعداد اليمن لعام 2004.